# Lichtenfels (Hessen)
Lichtenfels település Németországban, Hessen tartományban. Lakosainak száma 4114 fő (2023. december 31.).

## Népesség
A település népességének változása:
| Lakosok száma | 4170 | 4136 | 4139 | 4131 | 4133 | 4114 |
|               | 2014 | 2017 | 2019 | 2021 | 2022 | 2023 |